# Burchard av Worms

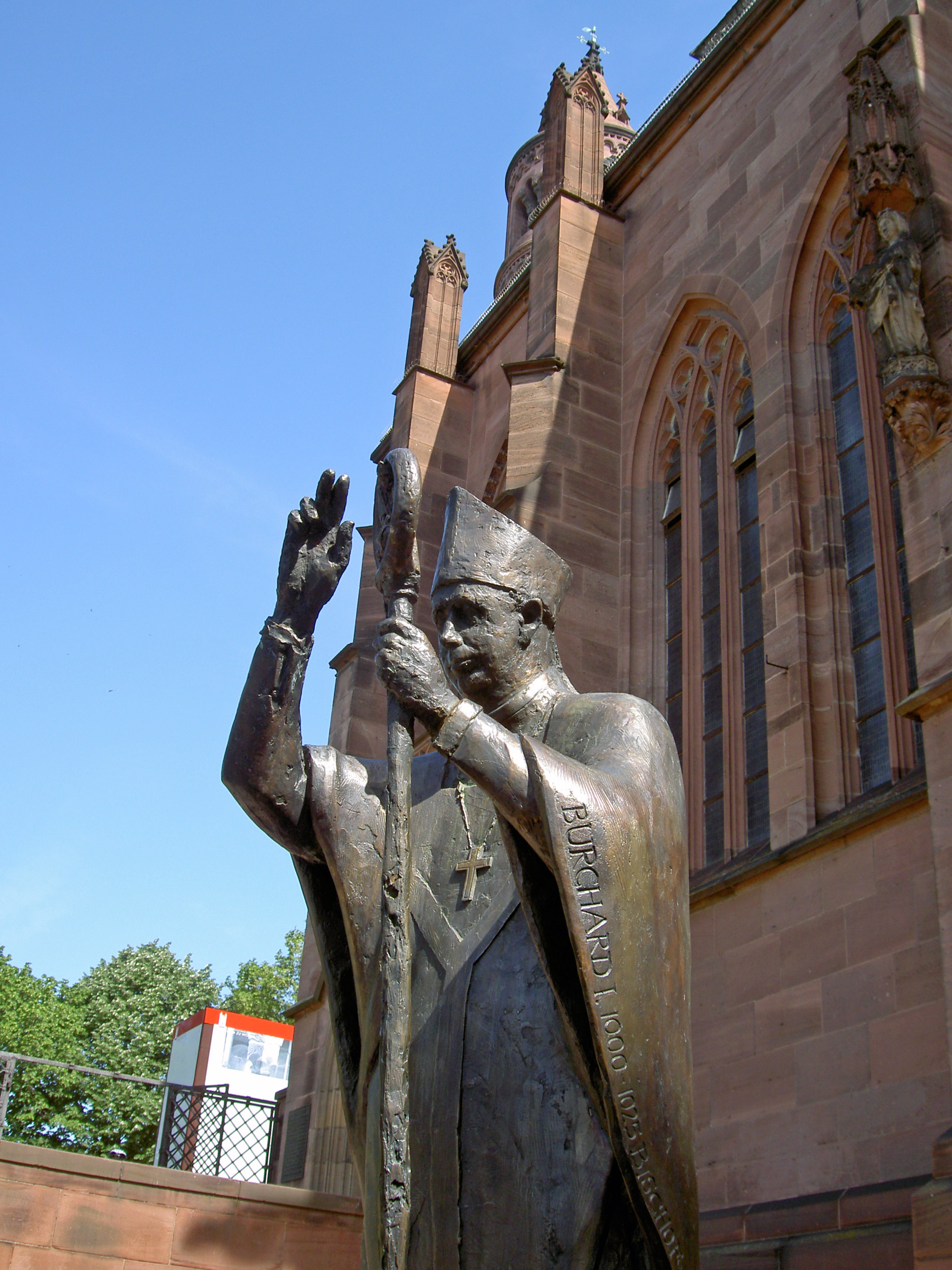
Staty föreställande Burchard av Worms, St Peter katedralen, Worms domkyrka

Burchard av Worms, född omkring 950, död 20 augusti 1025, var en tysk, romersk-katolsk biskop, teolog och kanonist. Han var biskop av Worms i Heliga romerska riket av tysk nation, och författare till en samling böcker i kanonisk rätt.

## Biografi
Burchard studerade i Koblenz. Han vigdes till diakon av ärkebiskop Willigis av Mainz, och så småningom till primat av Mainz. Kejsar Otto III utnämnde Burchard till biskop av Worms, en utnämning som bekräftades av Willigis några dagar senare. I biografin som skrevs strax efter hans död, uppges det att två präster som utsetts till posten före Burchard båda dog inom några dagar. Samma källa antyder att Worms var förfallet och återkommande attackerat av rövare och vargar.
Burchard översåg återuppbyggnaden av Worms stadsmurar, upprättandet av flera kloster och kyrkor, och tog del av nedrustningen av befästningarna som tillhört hertig Otto av Carintha. Hertig Otto förmodades husera brottslingar, och var Burchards fiende. Enligt Burchards biograf blev ”många lemmar avskilda från sina kroppar och flera mördare fanns på båda sidor” i konflikten. Burchard adopterade ett barn från fiendesidan, som växte upp och blev kejsar Konrad II. Efter att ha fått kung Henrik II av Bayern på sin sida och dennes deltagande i överhandlingar, avväpnades hertig Ottos slott och byggdes om till ett kloster som inrättades till aposteln Paulus ära. 1016 återuppbyggde Burchard St Peter katedralen i staden. Han ägnade sig också åt att undervisa studenter i katedralskolan.
Burchard dog 1025 och efterlämnade en tagelskjorta och en järnkedja till sin syster som memento mori.

## Skrifter

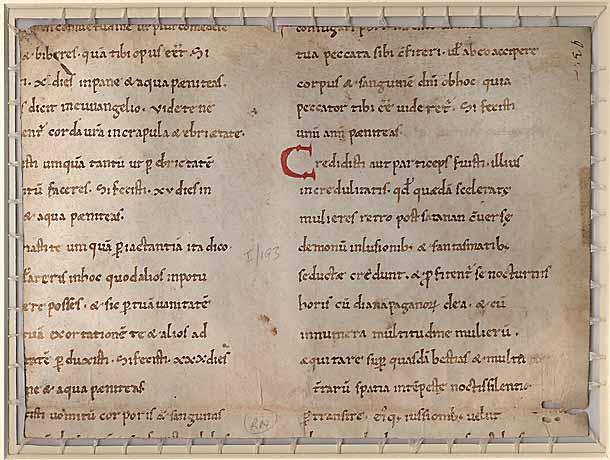
Ett par sidor från Burchards Decretum

Burchard är mest känd som författare till en samling om cirka 20 böcker i kanonisk rätt. Den tog honom fyra år att färdigställa, med början 1008. Han skrev den under tiden han bodde i en liten byggnad på en höjd i skogen utanför Worms, efter att han slagits ned av hertig Otto och under det att han uppfostrade sin adoptivson. Samilngen, som han kallade Collectarium canonum eller Decretum, blev ett huvudverk i kanonisk rätt. Den blev känd som Brocardus (latin för Burchard), av vilket den juridiska termen ”brocard” är bildad.
Bortsett från ett flertal dokument från en mängd källor, inbegripet Gamla testamentet och Augustinus, tog Burchard med Canon Episcopi till sin samling, i god tro att denna tillkommit från ett ”biskopskoncilium i Anquira” år 314, men det saknas andra källor för att detta koncilium skulle ha ägt rum. På grund av att han använt material därifrån har Burchard beskrivits som en rationalist. Som källa till kanonisk rätt, blev Burchards Decretum utkonkurrerad av Gratianus Decretum 1150, vilket var en mycket större samling som sökte utreda oförenligheterna i den kanoniska rätten ytterligare.
Burchard ägnade åren 1023 till 1025 till att utfärda Leges et Statuta familiae S. Petri Wormatiensis, en samling religiösa lagar som han ansåg vara rättvisa och hoppades skulle erhålla officiellt erkännande.